# Độ co giãn của cầu
Trong ngành kinh tế học, độ co giãn của cầu (tiếng Anh: elasticity of demand) là đại lượng đặc trưng cho phản ứng của lượng cầu trước sự thay đổi của một số biến khác.

## Độ co giãn của cầu tiêu dùng

### Độ co giãn của cầu theo giá

#### Định nghĩa và công thức tính
Độ co giãn của cầu (price elasticity of demand) thể hiện độ nhạy của lượng cầu trước thay đổi về giá của hàng hoá. Độ co giãn của cầu theo giá được ký hiệu là ED, ED được đo bởi trị tuyệt đối của thương số giữa phần trăm thay đổi trong cầu chia cho phần trăm thay đổi trong giá cả. 
{\displaystyle E_{D}=\left|{\frac {\%\Delta \ Q}{\%\Delta \ P}}\right\vert }
Phân loại co giãn của cầu theo giá:
• Cầu co giãn nhiều (elasticity) khi ED > 1
• Cầu co giãn đơn vị (unit elastic) khi ED = 1
• Cầu co giãn ít (inelastic) khi ED < 1
- Cầu hoàn toàn không co giãn khi ED = 0

Khi cầu co giãn, mức giá hàng hoá tăng 1% sẽ khiến lượng cầu giảm hơn 1%. Nếu cầu là co giãn đơn vị, lượng cầu sẽ giảm 1% khi giá hàng hoá tăng 1%. Giá tăng 1% sẽ khiến lượng cầu giảm mức nhỏ hơn 1% nếu cầu không co giãn.
Nếu cầu được biểu diễn bằng hàm số Q = f(P) thì {\displaystyle E_{D}={\frac {dQ/Q}{dP/P}}={\frac {dQ/dP}{Q/P}}}

#### Độ co giãn và tổng doanh thu
Khái niệm độ co giãn được sử dụng rộng rãi để nghiên cứu các tác động của sự thay đổi về giá hàng hoá lên tổng doanh thu của các hãng sản xuất.
Xét tổng doanh thu (Total revenue - TR): Tổng doanh thu bằng tích số của giá bán(P) với số lượng số lượng hàng hoá(Q):
{\displaystyle TR=P*Q}
Giả sử cầu về sản phẩm của một hãng là một đường cầu dốc xuống dưới. Doanh thu của hãng này sẽ thay đổi thế nào nếu hãng giảm mức giá hàng hoá của mình?
Câu trả lời là tùỵ thuộc vào độ co giãn của cầu sản phẩm của hãng theo mức giá: Khi giá giảm, lượng cầu của người tiêu dùng tăng lên. Mức giá thấp của mỗi đơn vị của tổng sản phẩm khiến mức doanh thu nhận được thấp hơn trong khi số lượng đơn vị sản phẩm bán được tăng lên sẽ làm tăng doanh thu. Tổng doanh thu sẽ tăng khi giá giảm nếu lượng cầu tăng bằng một tỷ lệ phần trăm đủ lớn để bù lại mức giá giảm trong mỗi đơn vị sản phẩm. Cụ thể là, chúng ta có thể lưu ý là tổng doanh thu sẽ tăng nếu mức cầu tăng mức lớn hơn 1 % khi mức giá giảm 1%. Nếu giá giảm 1% và lượng cầu giảm 1%, tổng doanh thu tiếp tục không đổi (do những thay đổi này sẽ bù lại cho nhau).
Như vậy ta có khi giá giảm:
• Tổng doanh thu tăng khi cầu co giãn.
• Tổng doanh thu không đổi khi cầu là co giãn đơn vị.    
• Tổng doanh thu giảm khi cầu không co giãn.
Theo cách tương tự, khi giá tăng:
• Tổng doanh thu giảm khi cầu co giãn.
• Tổng doanh thu không đổi khi cầu là co giãn đơn vị.    
• Tổng doanh thu tăng khi cầu không co giãn.

#### Phân biệt giá và co giãn
Những xí nghiệp có một số quyền kiểm soát với giá cả thị trường có thể đôi khi sử dụng quyền kiểm soát đó để tăng lợi nhuận bằng cách tính giá khác nhau cho những khách hàng khác nhau. Cụ thể là một công ty tiến hành thực hiện phân biệt giá giữa các thị trường nhằm làm tăng lợi nhuận của mình bằng cách tính mức giá cao hơn cho những khách hàng có cầu ít co giãn nhất với sản phẩm đó và mức giá thấp hơn cho những khách hàng có cầu co giãn hơn. Về thực chất, chiến lược này liên quan tới việc tính mức giá cao nhất cho những khách hàng sẵn sàng mua hàng hoá ở mức giá cao và tính giá thấp cho những khách hàng nhạy cảm với những khác biệt về giá cả.
Một ví dụ cổ điển về sự khác biệt giá cả giữa các thị trường xảy ra với tiền vé máy bay. Có hai hạng mục hàng khách tổng quát với ngành hàng không: những người đi nghỉ và những người làm kinh doanh. Có vẻ là cầu với việc đi lại bằng máy bay của các doanh nhân ít nhạy cảm với sự thay đổi về giá hơn so với những người đi nghỉ. Các hãng máy bay có thể tính mức giá khác biệt với hai nhóm này bằng cách tính một mức tiền vé cao cho các doanh nhân và một mức tiền vé "tiết kiệm hơn" cho khách du lịch với đòi hỏi phải đặt vé trước vài tuần và một số hạn chế tương tự. Những người có mục đích đi nghỉ thường dễ đáp ứng với những đòi hỏi này còn những doanh nhân, do tính chất cấp bách của công việc, khó có thể đáp ứng được. Ngành hàng không qua đó mà thực hiện được mục đích tính mức giá cao hơn với những doanh nhân phải đi lại có mức cầu ít co giãn hơn và đánh giá thấp với những khách hàng có mức cầu co giãn hơn, những người có mục đích đi nghỉ.
Giảm giá cho trẻ em và người cao tuổi tại nhà hàng và rạp chiếu phim, xe bus hay tàu hỏa cũng là những ví dụ khác về sự phân biệt giá dẫn tới kết quả mức giá thấp hơn sẽ được tính đối với những khách hàng có cầu độ co giãn hơn với các sản phẩm này.

#### Những nhân tố quyết định độ co giãn của cầu theo giá
Độ co giãn của cầu theo giá sẽ tương đối cao khi:
• Có sẵn hàng hoá gần giống để thay thế.
• Hàng hoá và dịch vụ chiếm một phần lớn với ngân sách của người tiêu dùng.
• Được xem xét trong một giai đoạn dài hơn.
Xem xét cụ thể từng nhân tố:
Khi có một số lượng lớn những hàng hoá thay thế sẵn có, người tiêu dùng phản ứng với mức giá một hàng hoá tăng lên bằng cách mua nhiều hàng hoá thay thế hơn và mua ít hàng hoá đắt tương đối đi. Vì vậy, chúng ta sẽ dự tính đọ co giãn của cầu theo giá về các hàng hoá và dịch vụ tương đối cao với những hàng hoá thay thế gần giống, nhưng chúng ta cũng dự tính cầu tương đối không co giãn với những hàng hoá như Insulin hay Tamiflu với ít hàng hoá thay thế gần giống.
Nếu hàng hoá này chỉ chiếm một phần nhỏ trong ngân sách của người tiêu dùng, một sự thay đổi giá của hàng hoá sẽ tác động ít với sức mua của mỗi cá nhân. Trong trường hợp này, một sự thay đổi về giá sẽ có tác động tương đối nhỏ với lượng hàng hoá được tiêu dùng. Chẳng hạn, giá muối cao gấp đôi sẽ không có nhiều tác động lên ngân sách của một người tiêu dùng điển hình. Nhưng khi một hàng hoá chiếm một phần tương đối lớn trong chi tiêu của cá nhân, một sự tăng giá có tác động lớn với sức mua của họ. Hãy lấy một thí dụ cụ thể, giả sử một người chi dùng 50% thu nhập của anh ta hoặc cô ta cho một hàng hoá và giá của hàng hoá tăng gấp đôi. Có vẻ cá nhân này sẽ liên tục giảm chi tiêu của họ để phản ứng với mức giá cao hơn khi chi tiêu với hàng hoá này chiếm phần lớn trong ngân sách của người tiêu dùng. Vì vậy, cầu sẽ có xu hướng co giãn hơn với những hàng hoá chiếm một phần lớn trong ngân sách của một người tiêu dùng điển hình.
Người tiêu dùng thường có nhiều khả năng lựa chọn thay thế một hàng hoá khi tính trong một giai đoạn dài hơn.Ví dụ, hãy xem xét tác động của sự tăng giá xăng dầu. Về ngắn hạn, các cá nhân có thể giảm bớt nhưng không thể giảm nhiều nhu cầu đi lại của họ. Tuy nhiên, trong một giai đoạn dài hơn, người tiêu dùng có thể chuyển sang sử dụng các phương tiện tiêu thụ ít nhiên liệu hơn hay sử dụng các phương tiện giao thông công cộng. Vì vậy, chúng ta sẽ dự tính cầu về xăng dầu trong dài hạn sẽ co giãn hơn cầu về ngắn hạn.

### Độ co giãn của cầu theo giá chéo
Độ co giãn của cầu theo giá chéo (cross-price elasticity of demand) thể hiện sự nhạy cảm của lượng cầu một hàng hóa đối với sự thay đổi giá của một hàng hóa khác. Xét 2 hàng hóa x và y, độ co giãn của lượng cầu hàng hóa x theo sự thay đổi của giá hàng hóa y được tính bởi:
{\displaystyle \ E_{x}^{y}={\frac {\%\Delta \ Q_{x}}{\%\Delta \ P_{y}}}}
Chú ý là độ co giãn của cầu theo giá chéo này không có dấu giá trị tuyệt đối ở công thức. Trong thực tế, dấu của độ co giãn của cầu theo giá chéo cho chúng ta biết về bản chất mối quan hệ giữa hàng hoá x và y. độ co giãn là dương nếu sự tăng giá của hàng hoá x sẽ kéo theo sự tăng cầu của hàng hoá y, điều này xảy ra khi và chỉ khi hai hàng hoá này là hai hàng hoá thay thế.
độ co giãn là âm giá của hàng hoá x tăng dẫn đến cầu về hàng hoá y giảm. Điều này xảy ra khi và chỉ khi hàng hoá x và y là hàng hoá bổ sung.